# 堺市女性団体協議会
堺市女性団体協議会（さかいしじょせいだんたいきょうぎかい）とは大阪府堺市にある同異業種・異業種交流、男女平等・男女共同参画、女性の地位向上を目的とし国連ユニフェムの正式NGOとして活動する市民団体である。旧名は「堺市婦人団体連絡協議会」「堺市女性団体連絡協議会」略称は「堺女性協」。

## 概要
1948年7月1日発足。1986年4月「堺市婦人団体連絡協議会」の”婦”の文字が「女偏に箒を組み合わせたもの」と解釈し「堺市女性団体連絡協議会」に改称。会員数は33,000人、内女性が33,000人となっている。（2009年時点）

## 活動
同団体は、堺市内小学校校区90支部で展開、女性の人権をはじめ人権問題、福祉、消費・経済、青少年問題に取り組み学習すると共に、啓発運動を行っている。
中でもミスコンテストは「人間の品評会でありドレイ制度の人身売買の延長で人権侵害行為にあたる」として同企画への抗議活動を行っている。
出版物においても女性蔑視や男尊女卑にあたる表現のある書籍には出版社に対し抗議を行っている。抗議活動は主に公開質問状と内容証明付郵便で問題定義を行い、納得できる回答が得られるまで抗議を行うといった形になっている。
1985年に「メディア・ウォッチングチーム」を立ち上げ「新聞部隊」「女性週刊誌部隊」「月刊誌チーム」「広告ポスターチーム」と分かれて月に一回町を捜索し2ヶ月に1度問題点をまとめる活動をしていた。
結果、1993年横浜で行われた全国フェミニスト議員連盟主催「自治体男女平等コンテスト」にて堺市が50点満点中47点で全国1位に選出されている。

## 関連書籍
- 『炎の慟哭―戦争体験記録“女の叫び”』堺市婦人団体連絡協議会（1980年7月10日）
- 『ミスコンテストNON！全国3382市町村ミス・コンテスト実態調査資料』堺市女性団体連絡協議会（1989年12月18日）
- 『徹底追及「言葉狩り」と差別』　週刊文春編 1994年10月1日